# Kaczorek
Kaczorek (Adrianichthys kruyti) – krytycznie zagrożony wyginięciem gatunek słodkowodnej ryby z rodziny kaczorkowatych (Adrianichthyidae). Jest endemitem jeziora Poso położonego na Celebes. Ciało tej ryby osiąga długość do 16 cm. Wyróżnia się powiększonymi szczękami nadającymi jego pyskowi formę szufladki, stąd nazwa gatunku i całej rodziny kaczorkowatych. Biologia tego gatunku jest słabo poznana.

## Taksonomia
Gatunek ten opisany został po raz pierwszy w 1913 roku przez Maxa C.W. Webera na łamach  „Bijdragen tot de Dierkunde”.